# Parasycobia kaurae
Parasycobia kaurae är en stekelart som beskrevs av Abdurahiman och Joseph 1967. Parasycobia kaurae ingår i släktet Parasycobia och familjen fikonsteklar. Inga underarter finns listade i Catalogue of Life.